# Regne de Barra
El regne de Barra era un estat nadiu de Gàmbia que dominava la zona al nord del riu a la part més propera a la desembocadura.
El tractat de cessió de la part principal del riu, a prop de l'Atlàntic, a favor de la Gran Bretanya es va signar el 15 de juny de 1825 entre el rei Burnay de Barra i Kenneth McCauley, governador interí de Sierra Leone. La convenció duanera no s'aplicava als vaixells francesos que venien de la factoria francesa de Fort Albreda o hi anaven. A més a més, el rei va cedir un territori a la riba nord d'una milla cap a l'interior, entre Bonyadoo Creek i Jokadoo Creek, excloent-ne el territori d'Albreda. En el tractat també es prohibia el tràfic d'esclaus i la Gran Bretanya es comprometia a pagar 400 dòlars espanyols anuals al rei i successors. El 19 de juny de 1926, un tractat va delimitar el domini de la factoria d'Albreda.
Després del conflicte entre el rei de Barra i els britànics, el 5 de gener de 1832, la cessió de la milla es va confirmar amb un nou tractat, en què s'indicava que anava des de Jacadoo Creek, a l'est, fins a Banjallad Creek, a l'oest, i pel qual, a més, el rei de Barra va haver de deixar ostatges de la família reial. A més a més, la milla s'estenia a nous territoris, ja que anava de Jacadoo fins a la costa de l'oceà Atlàntic, sempre excloent-ne Fort Albreda.
El rei Dembar Sonko va acceptar el tractat del 18 de novembre de 1850 pel qual França cedia la seva factoria d'Albreda i el Fort Albreda a la Gran Bretanya i renunciava, a canvi de 5 lliures, als seus possibles drets sobirans, ja que el rei de Barra no havia cedit mai la zona als britànics, i s'havia exclòs expressament en els tractats del 1826 i el 1832. El mateix dia, el rei va cedir un nou petit territori a l'oest d'Albreda i va rebre 100 dòlars, a més dels 200 dòlars que van percebre altres caps i les 10 lliures que van cobrar en conjunt. Aquest acord es va confirmar el 20 de març de 1851.